# 上官勝
上官 勝（じょうかん しょう、生没年不詳）は、三国時代、蜀漢の政治家。字は不明。先祖は前漢の上官桀とされるため、本貫は隴西郡上邽県の人。子に上官茂と上官先がいる。
『三国志』や『華陽国志』にも記述が無く、裴松之も取り上げていない人物だが、唐代の書物である『元和姓纂』及び『新唐書』の宰相世系表に名前が見える

## 概要
先祖は前漢の上官桀とされ、霍光との権力争いに敗れ、処刑された後に生まれた子の末裔であるとされる。
上官勝の明確な活躍は残っていないものの、蜀漢での位は三公の一つである太尉にまで登ったとされている。
三国志の記述では、蜀において三公に就任した人物は、司徒であった許靖しかおらず、以降三公が置かれた形跡はない。
しかし蜀志・甘皇后伝にて諸葛亮の上表文の中に「臣は太尉に要請し宗廟に報告させ、天下に宣布いたさせます。」と言った一文もあり、陳寿の誤字や情報の誤りなどでなければ、太尉に就いた人物がいたと考えられる。